# Злата Бартл
Злата Бартл - Тета Вегета (1920 — 2008) је била босанско-херцеговачко-хрватска научница, чувена као творац универзалног зачина јелима - Вегете, који производи фабрика „Подравка“ из Копривнице.
Злата Бартл је рођена 20. фебруара 1920. године у Долцу код Травника, основну школу и гимназију је завршила у Сарајеву. После одлази на студије у Загреб, где је дипломирала хемију, физику математику и минералогију.
После дипломирања, Злата Бартл, се запошљава као професор филозофије у сарајевској средњој школи. Игром случаја, 1955. године, током службеног боравка у Загребу, висок снег је месецима блокирао путеве, па Злата није могла да се врати у родно Сарајево.
Проводећи време у Загребу, Злата је покушала да нађе посао. Послала је пријаву на оглас за хемијског техничара Подравки и убрзо је добила потврдни одговор.
Године 1956. одлази у Копривницу где почиње истраживачки рад. У Подравкиној лабораторији наставља са својим радом, а на њену иницијативу 1957. почиње производња дехидратисаних супа, а 1959. и производња „Вегете“.
Злата Бартл је, за живота добила награду Ред Данице, са ликом Николе Тесле, коју јој је доделио председник Републике Хрватске, затим Златну куну за животно дело привредне коморе, као и Споменицу Подравке за животно дело.
Умрла је 30. јула 2008. године у Копривници.